# 卡萨马尔恰诺
卡萨马尔恰诺（義大利語：Casamarciano），是意大利那不勒斯省的一个市镇。总面积6平方公里，人口3394人，人口密度565.7人/平方公里（2009年）。ISTAT代码为063018。